# The Link
Pour les articles homonymes, voir Link.
Albums de Gojira
Terra Incognita
(2001) The Link Alive
(2004)
The Link est le deuxième album du groupe de death metal français Gojira.
Il fut réédité en 2005.
L'album s'éloigne légèrement des sonorités death metal du premier album, laissant deviner un futur style plus marqué de la part de groupe.

## Production
La production de l'album débute en septembre 2002 après avoir tourné pendant 1 an et demi. Ayant une sortie prévue pour avril 2003, The Link est composé en urgence en seulement 3 mois. L'album est enregistré dans le studio des Milans, le studio que le groupe a construit à partir d'une grange qu'ils ont rénové,. La production de l'album est assez intensive pour le groupe, devant alterner les phases de composition et de travaux, le studio ayant besoin d'adaptation de la sonorisation. La livraison du matériel nécessaire à l'enregistrement prenant du retard, le reste de la production se fait également à la hâte. L'album est enregistré avec l'ingénieur live du groupe, Laurent Etchemendy. Le mastering se fait à Paris dans le studio Source.
L'album sort finalement le 18 avril 2003 en France via Next Music.

## Thématiques
Le nom de l'album est volontairement ambigu, laissant ainsi les auditeurs l’interpréter. La pochette représente un arbre sur un fond rouge, pouvant être interprété comme étant le lien entre le ciel et la terre,.

## Liste des titres
| No  | Titre             | Durée |
| --- | ----------------- | ----- |
| 1.  | The Link          | 5:08  |
| 2.  | Death of Me       | 5:46  |
| 3.  | Connected         | 1:20  |
| 4.  | Remembrance       | 4:59  |
| 5.  | Torii             | 1:49  |
| 6.  | Indians           | 3:57  |
| 7.  | Embrace The World | 4:41  |
| 8.  | Inward Movement   | 5:51  |
| 9.  | Over the Flows    | 3:05  |
| 10. | Wisdom Comes      | 2:26  |
| 11. | Dawn              | 8:40  |